# Шимановский, Иосиф Иванович
Ио́сиф Ива́нович Шимано́вский (1896, Докшицы — 28 августа 1937, Москва) — советский организатор кинопроизводства, сотрудник ВЧК, управляющий Государственным военным кинофотопредприятием «Госвоенкино» (1926—1928).

## Биография
Родился в Докшицах Борисовского уезда Минской губернии в семье рабочего-плотника, по происхождению из мещан. В 1908—1912 годах учился в 4-классном городском училище. После окончания училища переехал в Санкт-Петербург, в августе 1912 года поступил на Путиловский завод учеником токаря, затем работал токарем по металлу.
Участник Первой мировой войны. С марта 1916 по май 1917 года служил рядовым 85-го Выборгского пехотного полка 1-го Армейского корпуса. С мая 1917 по январь 1918 года вновь работал токарем на Путиловском заводе в турбинной мастерской.
В январе 1918 года поступил на службу ВЧК, был комиссаром в подотделе по борьбе с саботажем банковских служащих при Отделе по борьбе с контрреволюцией. После переезда ВЧК в Москву в марте 1918 года — комиссар отдела по борьбе с преступлениями по должности. В октябре 1918 года вступил в РКП(б). С декабря 1918 года — комиссар при Президиуме ВЧК. В конце 1919 года перешёл в Московскую ЧК, где по первую половину 1920 года заведовал отделением по борьбе с должностными преступлениями секретно-оперативного отдела. В 1920—1921 годах —  комиссар отделения по борьбе с контрреволюцией секретно-оперативного отдела и уголовной секции, секретарь секретного отдела. С 18 на 19 октября 1920 года проводил обыск на квартире А. Б. Кусинова и задержание братьев Кусиновых и Сергея Есенина, находившихся в квартире.
С декабря 1921 года по лето 1922 года — секретарь Секретно-оперативной части Особого отдела Московского военного округа. В сентябре 1922 года откомандирован на Дальний Восток, работал в Чите секретарём секретно-оперативного управления полпредства ГПУ по Дальневосточному военному округу. С апреля 1923 года — в Москве, был назначен уполномоченным Особого отдела ОГПУ-Центра. Проработав 7 месяцев, подал рапорт об увольнении из органов ОГПУ по состоянию здоровья.
В ноябре 1923 года назначен помощником начальника, позже — заместителем начальника Фотокинобюро ПУРа. В августе 1924 года после преобразования Фотокинобюро в Производственную киноконтору ПУРа «Красная Звезда» стал её управляющим, являлся председателем художественного бюро киноконторы ПУРа (1925). В ноябре 1925 года возглавлял комиссию по съёмкам похорон М. В. Фрунзе. С апреля 1926 года — управляющий Государственным военным кинофотопредприятием «Госвоенкино».
В июне 1928 года был переведён на работу в АО «Совкино» и назначен уполномоченным дирекции Объединенной московской кинофабрики «Совкино», где проработал  два месяца. Затем до ноября 1928 года работал заместителем управляющего Московскими зрелищными предприятиями.
В 1928—1930 годах — заведующий производством, заместитель председателя правления АО «Востоккино». С апреля 1930 года после реорганизации АО в трест «Востоккино» — заместитель управляющего трестом. В январе 1931 года на собрании членов Ассоциации работников революционной кинематографии (АРРК) «по делу М. Я. Шнейдера» осудил поддержку Л. В. Кулешова, назвав поздравительное письмо Шнейдера Кулешову «контрреволюционным документом».
В октябре 1931 года направлен в распоряжение Наркомата внешней торговли (НКВТ) СССР. С марта 1932 года по май 1933 работал в торгпредстве НКВТ во Франции уполномоченным Всесоюзной экспортно-импортной конторы «Инторгкино».
С июля 1933 года — помощник начальника Отдела по регулированию уличного движения (ОРУД) Управления Рабоче-крестьянской милиции (РКМ) Москвы. С марта 1934 года — начальник отдела связи Управления РКМ Москвы. 5 августа 1936 года присвоено звание лейтенанта милиции.
Арестован 3 июня 1937 года по обвинению к принадлежности к террористической организации «Польская организация войсковая» (ПОВ). Приговорён 25 августа 1937 года Комиссией НКВД СССР и прокурора СССР к высшей мере наказания. 28 августа 1937 года расстрелян. Место захоронения — Донское кладбище, могила 1.
Реабилитирован 9 июня 1956 года Военной коллегией Верховного суда СССР.

### Семья
- жена — Шимановская Софья Алексеевна (1900—?), инструктор административного отдела управления делами Наркомата оборонной промышленности. 3 сентября 1937 года осуждена Особым Совещанием при НКВД СССР как член семьи изменника Родины к 8 годам ИТЛ. Наказание отбывала в Темлаге[23].

## Комментарии
1. ↑  Михаил Яковлевич Шнейдер (1891—1945) — советский кинокритик, сценарист, писатель[18].